# علی‌آباد یک (بافت)
علی‌آباد یک یک منطقهٔ مسکونی در ایران است که در دهستان فتح‌آباد واقع شده‌است. براساس سرشماری مرکز آمار ایران در سال ۱۳۹۵، علی‌آباد یک ۲۸ نفر جمعیت دارد.